# 941 до н. е.

## Померли
- Мар-біти-ахе-ідін, цар VIII Вавилонської династії, на престол зійшов Шамаш-мудамік.